# اس‌اس آرتور ام. اندرسون
اس‌اس آرتور ام. اندرسون (به انگلیسی: SS Arthur M. Anderson) یک کشتی است که طول آن ۶۴۷ فوت (۱۹۷ متر) می‌باشد. این کشتی در سال ۱۹۵۲ ساخته شد.